# Vaux-lès-Mouzon
Vaux-lès-Mouzon – miejscowość i gmina we Francji, w regionie Grand Est, w departamencie Ardeny.
Według danych na rok 1990 gminę zamieszkiwało 81 osób, a gęstość zaludnienia wynosiła 11 osób/km².